# Bayerisches Kammerorchester Bad Brückenau
Das Bayerische Kammerorchester Bad Brückenau (BKO) besteht aus  Berufsmusikern des mitteleuropäischen Raumes, die sich projektweise als Orchester und in Kammermusikensembles zusammenfinden. Die Pflege regionaler musikalischer Traditionen steht dabei Aufführungen zeitgenössischer Musik und  Projekten in musikalischen Grenzbereichen gegenüber. Ein besonderer Schwerpunkt ist die musikpädagogische Arbeit in Zusammenarbeit mit Schulen und anderen Bildungsträgern.

## Geschichte
Das BKO wurde 1979 als Kammerorchester Schloß Werneck gegründet. Es arbeitete u. a. mit Morton Feldman, Dave Brubeck, Jacques Loussier, Gerhard Polt, Peter Schreier, Mikis Theodorakis, Arvo Pärt, Karlheinz Stockhausen und Pierre Boulez zusammen. Das Orchester und sein früherer künstlerischer Leiter Ulf Klausenitzer wurden mit dem Bayerischen Staatsförderpreis, dem Friedrich-Baur-Preis, dem Kulturförderpreis der Ernst von Siemens Musikstiftung und dem Kulturpreis des Bezirks Unterfranken ausgezeichnet.
Neben eigenen Konzertreihen in Bad Brückenau und Auftritten im süddeutschen Raum spielt das BKO auf  Konzertpodien in Deutschland und Europa. Eine Südkorea-Tournee erfolgte im Jahre 2007.
Chefdirigent ist Sebastian Tewinkel. Bis September 2019 hatte Johannes Moesus die Leitung inne.